# Dolors Camats
Dolors Camats i Luis (Barcelona, 1971) es una política española. Ha sido diputada del Parlament de Catalunya y dirigente de Iniciativa per Catalunya Verds (ICV) 
Desde los 18 a los 30 años participó activamente en asociaciones y movimientos juveniles en Catalunya y a nivel europeo, lo que la llevó a vivir un año en Bruselas. Fue fundadora y presidenta de RAI (Recursos d’Animació Intercultural), miembro del bureau del Fòrum Europeo de la Juventud (1997-1999) y también fue presidenta del CNJC (2000-2001). 
Tiene formación en ciencias políticas (UAB) y en gestión de ONG (ESADE) y ha trabajado tanto en el Tercer Sector y en la Economía social como en proyectos de cooperación al desarrollo, entre otros en el Institut Joan Lluís Vives 
En el 2003 fue elegida como independiente en la lista de ICV en Barcelona, y fue diputada en el Parlament de Catalunya del 2003 al 2015, siendo la portavoz del Grupo parlamentario des del 2009. En el año 2007 tuvo a su segunda hija y fue la primera parlamentaria española en ejercer el derecho a la delegación de voto por maternidad. También fue la portavoz de ICV des del 2004 al 2009 y el 21 de abril de 2013 fue escogida coordinadora nacional del partido, juntamente con Joan Herrera. El 12 de marzo de 2016 los sustituyeron en la coordinación nacional, Ernest Urtasun, Marta Ribas y David Cid Colomer.
En la actualidad es la directora de la Cooperativa Obrera de Viviendas, en El Prat de LLobregat.   
Es miembro de la ejecutiva de la Fundación Catalunya Europa y forma parte del Consejo Rector de la cooperativa Abacus.